# XXX Giochi del Sud-est asiatico
I XXX Giochi del Sud-est asiatico si sono svolti nelle Filippine dal 30 novembre all'11 dicembre 2019. Dati i tempi ristretti del calendario, alcuni eventi si sono già cominciati a disputare a partire dal 24 novembre, prima della cerimonia d'apertura.
La competizione si è svolta in 23 differenti sedi tutte localizzate nell'isola di Luzon. La cerimonia d'apertura si è tenuta alla Philippine Arena, a circa 30 chilometri a nord di Manila. La torcia per l'accensione del calderone è stata portata dal pugile Manny Pacquiao che ha sancito, insieme alla collega Nesthy Petecio, l'inizio dei Giochi.
I Giochi erano stati inizialmente assegnati a Brunei nel 2012, ma tre anni dopo questa nazione ha ritirato la propria candidatura adducendo come causa ragioni finanziarie e logistiche.

## Paesi partecipanti
Hanno partecipato ai Giochi tutti gli undici Paesi membri.
- Birmania
- Brunei
- Cambogia
- Filippine (Paese organizzatore)
- Indonesia
- Laos
- Malaysia
- Singapore
- Thailandia
- Timor Est
- Vietnam

## Discipline

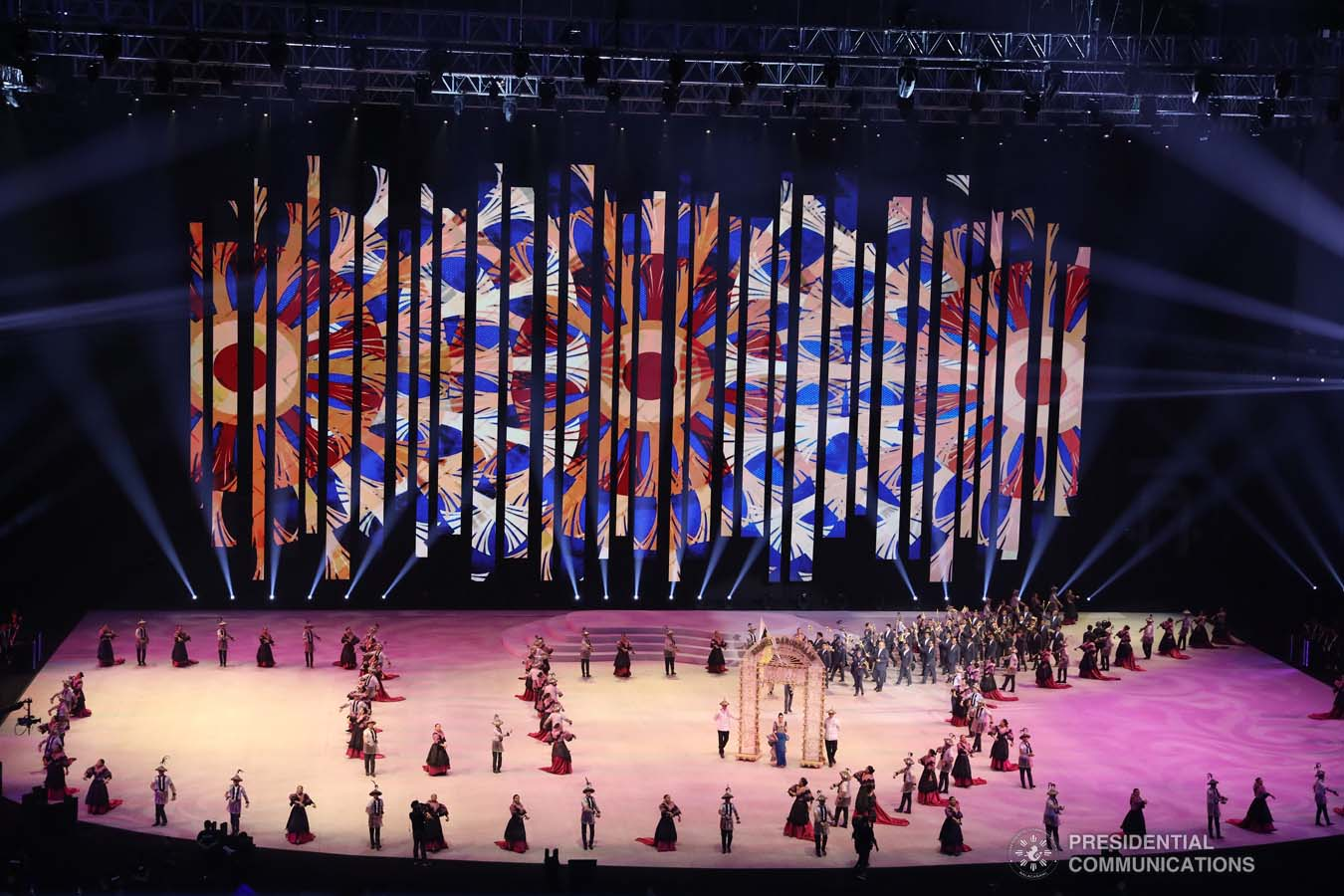
La cerimonia d'apertura alla Philippine Arena

In questa edizione è stato stabilito il record di eventi totali disputati nella storia dei Giochi, con un totale di 530 eventi in 56 differenti sport. Inoltre, le seguenti discipline hanno fatto il loro debutto nel programma ufficiale: sport elettronici, corsa a ostacoli, kurash, sambo, hockey subacqueo, break dance, surf, pentathlon moderno, jujitsu, kickboxing e skateboard.

## Medagliere
| Pos.   | Paese      |     |     |     | Totale |
| ------ | ---------- | --- | --- | --- | ------ |
| 1      | Filippine  | 149 | 117 | 121 | 387    |
| 2      | Vietnam    | 98  | 85  | 105 | 288    |
| 3      | Thailandia | 92  | 103 | 123 | 318    |
| 4      | Indonesia  | 72  | 84  | 111 | 267    |
| 5      | Malaysia   | 55  | 58  | 71  | 184    |
| 6      | Singapore  | 53  | 46  | 68  | 167    |
| 7      | Birmania   | 4   | 18  | 51  | 73     |
| 8      | Cambogia   | 4   | 6   | 36  | 46     |
| 9      | Brunei     | 2   | 5   | 6   | 13     |
| 10     | Laos       | 1   | 5   | 29  | 35     |
| 11     | Timor Est  | 0   | 1   | 5   | 6      |
| Totale | Totale     | 530 | 528 | 726 | 1 784  |